# جوزيف كوسغي
جوزيف كوسغي (بالإنجليزية: Joseph Kosgei)‏ هو منافس ألعاب قوى كيني، ولد في 25 أغسطس 1974.

## وصلات خارجية
- جوزيف كوسغي على موقع الاتحاد الدولي لألعاب القوى (الإنجليزية)
- جوزيف كوسغي على موقع رابطة إحصائيات سباق الطريق (الإنجليزية)